# غاي دي لوجيه
غاي دي لوجيه (1884 – 22 سبتمبر 1961) هو مبارز بالسيف فرنسي راحل، مثّل بلاده في الألعاب الأولمبية الصيفية 1924.

## روابط رياضية
غاي دي لوجيه على موقع أوليمبيديا (الإنجليزية)